# Голубицкий, Сергей Витальевич
Серге́й Вита́льевич Голуби́цкий (укр. Сергій Віталійович Голубицький; род. 20 декабря 1969, Киев) — советский и украинский фехтовальщик на рапирах, серебряный призёр Олимпийских игр 1992 года в составе Объединённой команды, пятикратный чемпион мира, чемпион Европы 1995 года, чемпион Универсиады 1993 года.

## Биография
Родился 20 декабря 1969 года в Киеве. Сын и воспитанник В. А. Голубицкого, заслуженного тренера Украины по фехтованию. 
Фехтованием начал заниматься с 1980 года. Чемпион СССР 1991 года. Занимался у тренера Михаила Золотарёва.
В 1993 году окончил Киевский институт физической культуры по специальности «Учитель, тренер по фехтованию».
Принимал участие в Олимпийских играх 1996 и 2000 годов, где занял шестое место в индивидуальных соревнованиях и пятое в командных. 
Тренерскую карьеру начал с 1996 года. Тренировал клубы Австрии, Италии, Голландии, Германии, национальные сборные Дании, Нидерландов, женскую сборную Германии на летних Олимпийских играх 2008, был личным тренером собственной жены Каролин Вуц, представлявшей Германию на летних Олимпийских играх. Является международным рефери категории А (рапира) и категории Б (сабля).
В 2004 году написал автобиографическую книгу «Фехтование — моя жизнь»  (англ. Fencing Is My Life).
Дочь Сергея Голубицкого от первого брака — Елена, живет в Киеве, является совладелицей агентства по организации ивентов.

## Награды
- Орден «За заслуги» III степени